# Violetta Egorova
Violetta Egorova (en ruso: Виолетта Викторовна Егорова) es una concertista de piano rusa, nacida en 1969, discípula de Lev Naumov.

## Trayectoria
Nació en Krasnodar el 16 de noviembre de 1969. Comenzó a tocar e improvisar en el piano a la edad de cuatro años. A la edad de seis años, hizo su debut en la televisión, interpretando piezas del Álbum de los niños de Robert Schumann. Egorova ingresó a la Escuela Central de Música Especial para Niños Superdotados de Moscú a la edad de seis años, donde estudió con A. Artobolevskaya y Alexander Mndoyants. Dio su primer recital en solitario en Moscú a la edad de doce años.
Egorova ganó el primer premio en el Concurso Internacional de Piano Alessandro Casagrande en Terni, Italia; en el Concurso Internacional G. Viotti, Italia; en el Concurso de piano Gina Bachauer en EE. UU. y en otros concursos internacionales. Su carrera estuvo impulsada por la habilidad, que había obtenido trabajando con su gran mentor Lev Naumov. Su dedicación al oficio cumplió la promesa de su mentor, que era hacer sonar cada nota. En 1991, mientras aún estudiaba con el profesor Lev Nikolaevich Naymov en el Conservatorio Estatal Chaikovski de Moscú, Art and Electronics, una empresa de grabación conjunta ruso-estadounidense, ofreció a Egorova grabar un CD. Este CD contenía música de Mozart y Prokófiev en celebración del aniversario del nacimiento de estos dos compositores. Además, Egorova ha grabado varios CD en varios sellos, como Universal Music Group, Teichiku Records, Onepoint.fm, Accademia Pianistica Siciliana y ha aparecido en transmisiones de radio y televisión en Italia, Turquía, Canadá., Egipto, Ecuador, Francia y Rusia.

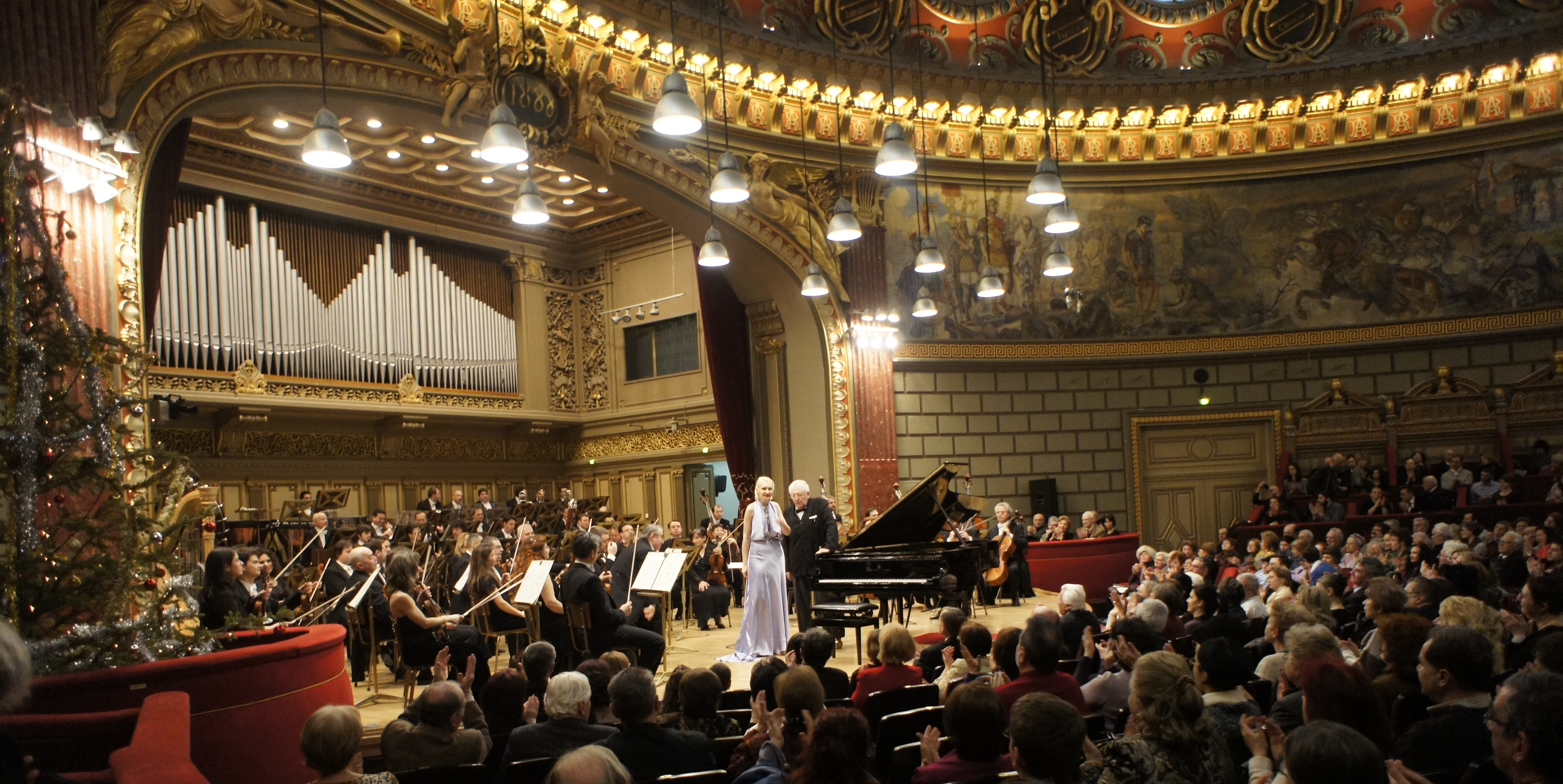
Violetta Egorova en concierto. Filarmónica de Bucarest

Egorova se ha presentado en algunas de las salas de conciertos más famosas de Estados Unidos, Italia, Francia, Suiza, Turquía, Egipto, Mónaco, Rumanía, Austria, Rusia y China. Ha sido una artista invitada habitual con muchos conjuntos de renombre como la Orquesta Académica Estatal de Rusia, la Orquesta Sinfónica de Utah, la Orquesta de Cámara del Kremlin, Orquesta del Festival Pianistiñî Internazionale di Bergamo e Brescia, Orquesta Sinfónica de Perugia, The George Enescu Philharmonic Orquesta, Sinfónica de El Cairo, Orquesta Sinfónica Estatal de Moscú, así como la orquesta 'Young Russia', y ha tocado bajo la dirección entre otros de Pavel Kogan, Joseph Silverstain, Arnold Katz, Epifanio Comis, Mark Gorenstein, Juliano Silvery, Urij Tsuruk, Ilarion Ionescu-Galati, Augustino Orizio y Constantine Orbeljan.
También ha aparecido en festivales musicales internacionales como el de Spoletto "Del Due Mondi", Sermonette "Pontino di Musica" (Italia), "Sanat Haber" en Estambul (Turquía), ETNAFEST en Italia, Rajmaninov International festival 2013 en Ucrania. En Moscú ha realizado "Grandi Serate Musicali", "Música en el exilio", "Música del siglo XX" y "Navidad en el Kremlin".
Egorova es actualmente profesora de Cursos de Alta Especialización de Piano en la Academia Rajmaninov de Catania, Italia.
Su repertorio pianístico abarca una amplia variedad de épocas y estilos, desde conciertos y obras monográficas solistas de Bach, Mozart, Beethoven, Schumann, Chaikovski y Liszt hasta obras de compositores contemporáneos.
A través de su relación bien establecida con Vladimir Markovich, Eva Gosser, Nina Kotova, Vladislav Bezrukoff, Robin Meyforf, Anna Kruger, Astrid Shvinn, The Lark String Quartet y otros músicos, Egorova también se ha construido una gran reputación como música de cámara de clase mundial. .

## Premios
- 1990 - Segundo premio en el Concurso Internacional de Música Gian Battista Viotti.[14]
- 1991 - Cuarto premio en el Concurso Internacional de Piano para Artistas Gina Bachauer.[15]
- 1992 – Primer Premio en el Concurso Internacional de Piano Alessandro Casagrande.[3]
- 2006 – Segundo Premio del Concurso Internacional de Piano Sigismund Thalberg.[16]

## Reseñas críticas

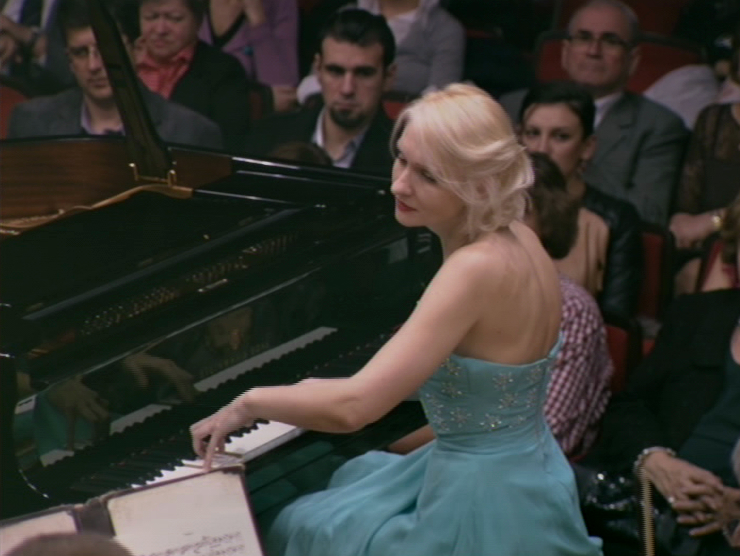
Violetta Egorova en Bucarest

- ". . . La pianista rusa Violetta Egorova es una creadora inteligente, y con una absoluta superioridad técnica y puede usar ambas habilidades para su impresionante interpretación. Su poder dinámico de matices es tan fenomenal como la claridad de los acordes con una articulación finamente ajustada. . ." – Remy Franck.[17]
- ". . . Su Mozart suena como la voz de un ángel en una iglesia. . ." – E. Dellavalle (Italia)
- ". . . Con los primeros acordes de la Sonata de Beethoven, Violetta Egorova mostró una penetración total en el espíritu y sentido de la música, lo que llamó una especial atención que no cesó en el transcurso de las dos horas que duró el concierto” – N. Pulet (Francia)
- ". . . "Erlkoenig" de Egorova (Schubert-Liszt), fue aquí intensa y rapsódica, con una interpretación suave de otro mundo. . ." – V. Goodfellow (EE. UU.)[18]
- "...las manos de la pianista tienen un lenguaje. Expresión romántica, presión impulsiva, articulación épica, frescura y delicadeza y un cambio abrupto al poder. . . . Las manos de Egorova han hablado maravillosamente". -S. Belza (Rusia)